# السالوادور
السالوادور (اسپانیایی: El Salvador‎) ‎i‎/ɛl ˈsælvədɔːr/‎ به‌طور رسمی جمهوری السالوادور (اسپانیایی: República de El Salvador‎) کوچک‌ترین و پرتراکم‌ترین کشور منطقه آمریکای مرکزی است. پایتخت آن سان سالوادور است. این کشور یکی از ناامن ترین کشورهای جهان است که هرساله چند عملیات تروریستی داشته و میزان بالایی از جرم و جنایت را دارد.
این کشور در جنوب آمریکای شمالی قرار دارد و به دریا هم راه دارد. السالوادور توسط کشورهای هندوراس، گواتمالا و همچنین خلیج فونسکا و اقیانوس آرام دربرگرفته شده‌است.
جمعیت این کشور ۶٬۸۲۶٬۰۰۰ نفر است که اکثریت آنان از تبار مستیزو (دورگه سرخ‌پوست و اسپانیایی) هستند. بیشتر مردم السالوادور مسیحی هستند که بیش از نیمی از آن‌ها از پیروان شاخه کاتولیک رومی از مسیحیت هستند. برنج و لوبیا از مهم‌ترین مواد غذایی مردم این کشور است.
مساحت آن ۲۱۰۴۱ کیلومترمربع است. زبان رسمی آن اسپانیایی و واحد پول آن دلار آمریکا است. بیتکوین نیز در سال ۲۰۲۱ پول قانونی این کشور معرفی شده‌است. السالوادور اولین کشوری می‌باشد که بیتکوین را پول رسمی و قانونی معرفی کرده‌است. (تا سال ۲۰۰۱ کولون السالوادور بود).
این کشور مستعمره اسپانیا بوده و در سال ۱۸۲۱ استقلال یافته‌است. زبان‌های محلی ناهوات و لنکا که قبلاً رایج بوده تقریباً از میان رفته‌اند.
این کشور گرفتار کودتاهای متعدد و خشونت سیاسی بوده‌است. السالوادور در سال ۱۹۳۱ میلادی، به دلیل سقوط قیمت قهوه در بازارهای جهانی با بحران عظیم اقتصادی روبه‌رو شد. اوضاع نابسامان اقتصادی، نارضایتی شدید مردم السالوادور را برانگیخت و شورش‌های دانشجویی و مردمی علیه دیکتاتوری هرناندز مارتینز آغاز شد. به دنبال این شورش‌ها، جنگ داخلی اوج گرفت و این جنگ سبب شد شمار بسیاری از مردم السالوادور به کشورهای همسایه پناهنده شوند.
این کشور در سال ۱۹۶۹ میلادی با کشور همسایه خود هندوراس بر سر یک گل فوتبال جنگید. پس از آن، جنگ‌های داخلی دوازده ساله (۱۹۷۹–۱۹۹۱) السالوادور زیان‌های فراوانی به نهادها و سازمان‌های این کشور وارد آورد.
در این جنگ داخلی که طی سال‌های یادشده بین گروه‌های چریکی چپگرا و نیروهای دولتی السالوادور جریان داشت حدود ۷۵ هزار تن کشته و بیش از هفت هزار تن ناپدید شدند.

## تاریخ

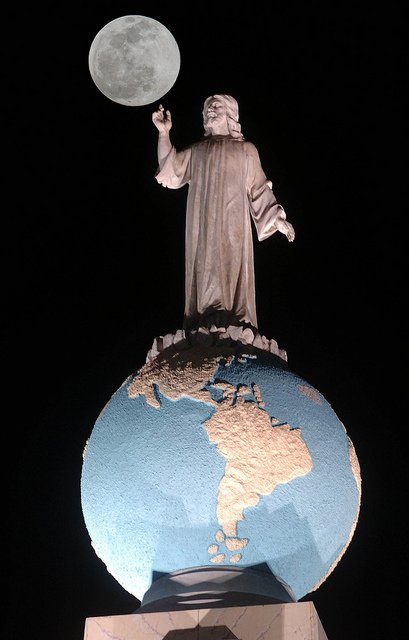
مجسمه نمادین مسیح بر کره زمین بخشی از Monumento al Divino Salvador del Mundo ("یادمان ناجی الهی جهان") در Plaza El Salvador del Mundo ("میدان منجی جهان") است، یک نشانگاه واقع در پایتخت این کشور، سان سالوادور.

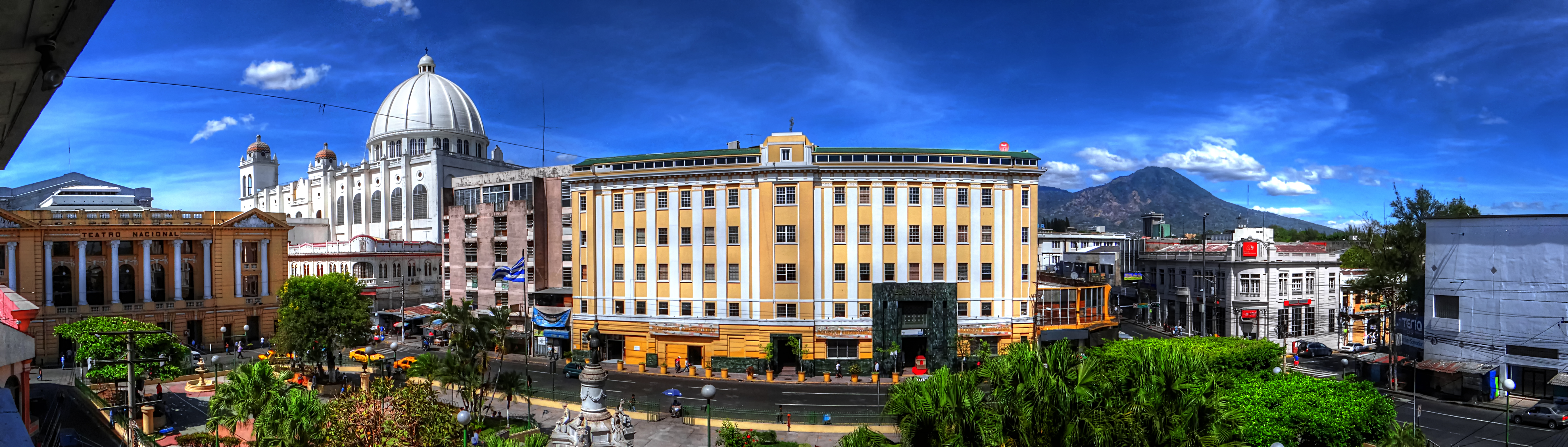
سان سالوادور

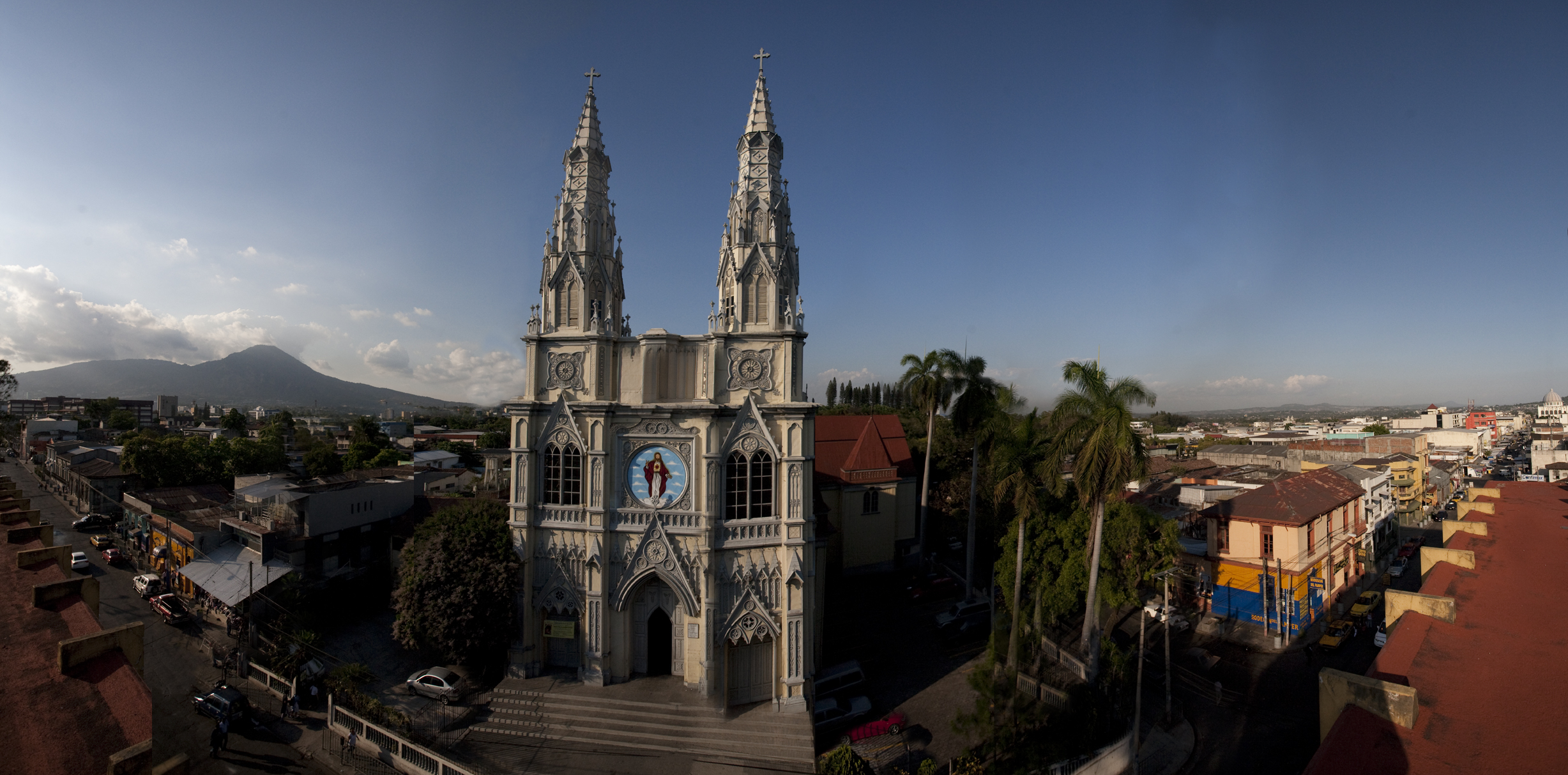
بازیلیکای ساگرادو کوراسون دِ خسوس

در قدیم در منطقه کنونی السالوادور سرخ‌پوستان  پی‌پیل در قسمت غربی و سرخ‌پوستان لنکا در قسمت شرقی سکونت داشتند. پی‌پیل‌ها در حدود سال ۹۰۰ میلادی به این مناطق آمده بودند و با سوزاندن شهرهای ساکنان پیشین، شهرهای خود را بنا کرده و یک پادشاهی به نام «کوزکاتلان» را بنیاد نهادند. کوزکاتلان در زبان پی‌پیل به معنای «مکان جواهرات الماس» بود و هم‌اینک نیز برای اشاره به فردی از السالوادور که تبار و فرهنگش با آن تمدن مرتبط است از عبارت کوزکاتلانی (Cuzcatleco) استفاده می‌شود. از تمدن مایاها در السالوادور نیز مکان‌های باستانی چندی به‌جا مانده که از آن‌جمله می‌توان به تازومال، خویا دکرن، کاسا بلانکا و چالچوپا اشاره کرد.
پارک ملی باستان‌شناسی سیهوآتان در السالوادور که با ۷۳ هکتار مساحت یکی از محوطه‌های تاریخی ارزشمند منطقه آمریکای جنوبی به‌شمار می‌آید، یکی از نخستین سکونتگاه‌های مایاها بوده و آثار تاریخی زیادی را از این تمدن با قدمتی بیش از ۹۰۰ سال در خود جای داده‌است.
منطقه السالوادور در سال ۱۵۲۵ میلادی توسط پدرو د آلواردو برای اسپانیا تصرف شد. در ۱۸۲۱ میلادی السالوادور از حکومت اسپانیا آزاد شد و بخشی از مکزیک شد. در سال ۱۸۲۳ میلادی اتحادیه‌ای به نام «ایالات متحده آمریکا مرکزی» از مکزیک جدا شد که السالوادور نیز یکی از این ایالات بود. این ایالات متحده تا سال ۱۸۳۸ میلادی دوام آورد اما در آن تجزیه شد و السالوادور نیز در آن تاریخ از اتحادیه جدا شده و تبدیل به یک جمهوری مستقل شد.
پس از استقلال، ال سالوادور به‌طور رسمی دموکراسی به‌شمار می‌آمد اما در واقع این کشور توسط «چهارده خانواده» اداره می‌شد. در سال ۱۹۳۱ میلادی دیکتاتور ماکسیمیلیانو هرناندز مارتینز به قدرت رسید و در ۱۹۳۲ میلادی خیزشی روستایی به رهبری آگوستین فارابوندو مارتی را با خشونت سرکوب کرد. پس از سقوط هرناندز، السالوادور به‌طور متناوب دولت‌های دموکراتیک و دیکتاتوری به خود دیده‌است، اما به نُدرت یک دولت غیرنظامی در این کشور بر سر کار بوده‌است.
طی سال‌های ۱۹۶۰ و ۱۹۷۰ میلادی در السالوادور، نیکاراگوئه، و گواتمالا فضاهای دمکراتیک مسدود شد و قتل روشمند مخالفان باعث شد تا بخش‌های وسیعی از مردم به سوی مبارزه مسلحانه سوق داده شوند.
در ۱۹۶۹ به دنبال یک مسابقه فوتبال بین تیمهای السالوادور و هندوراس جنگ درگرفت. قدرت سیاسی و اقتصادی در دست چند خانواده متمرکز است و این منجر به تنش اجتماعی شده‌است. از اواخر دهه ۱۹۷۰ تا ۱۹۹۲ نظامیان با پشتیبانی آمریکا و یاری جوخه‌های مرگ جناح راست افراطی، به مبارزه با چریکهای چپگرای جبهه آزادیبخش ملی فارابوندو مارتی پرداختند که در نتیجه این کشور در وضعیتی شبیه به جنگ داخلی به‌سر می‌برد. در ۱۹۹۲ موافقت صلحی بین این نیروها حاصل شد و حکومت چندحزبی قانونی دوباره برقرار گشت.
در خلال جنگ داخلی ۱۲ ساله این کشور واقعه کشتار غیرنظامیان موسوم به 'قتل‌عام ال‌موزوته'، در حد فاصل ۱۱ تا ۱۳ دسامبر سال ۱۹۸۱ میلادی (۱۳۶۰ خورشیدی) اتفاق افتاد. در این رویداد حدود یک هزار غیرنظامی در عملیات سرکوب شورش‌های این کشور توسط ارتش تحت حمایت آمریکا در شهر 'ال موزوته' السالوادور کشته شدند. 

## جغرافیا

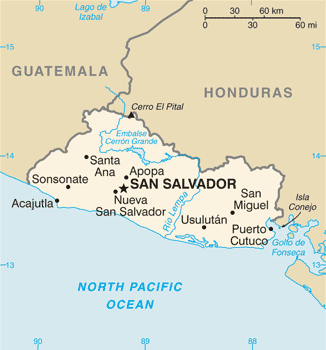
نقشه سیاسی السالوادور

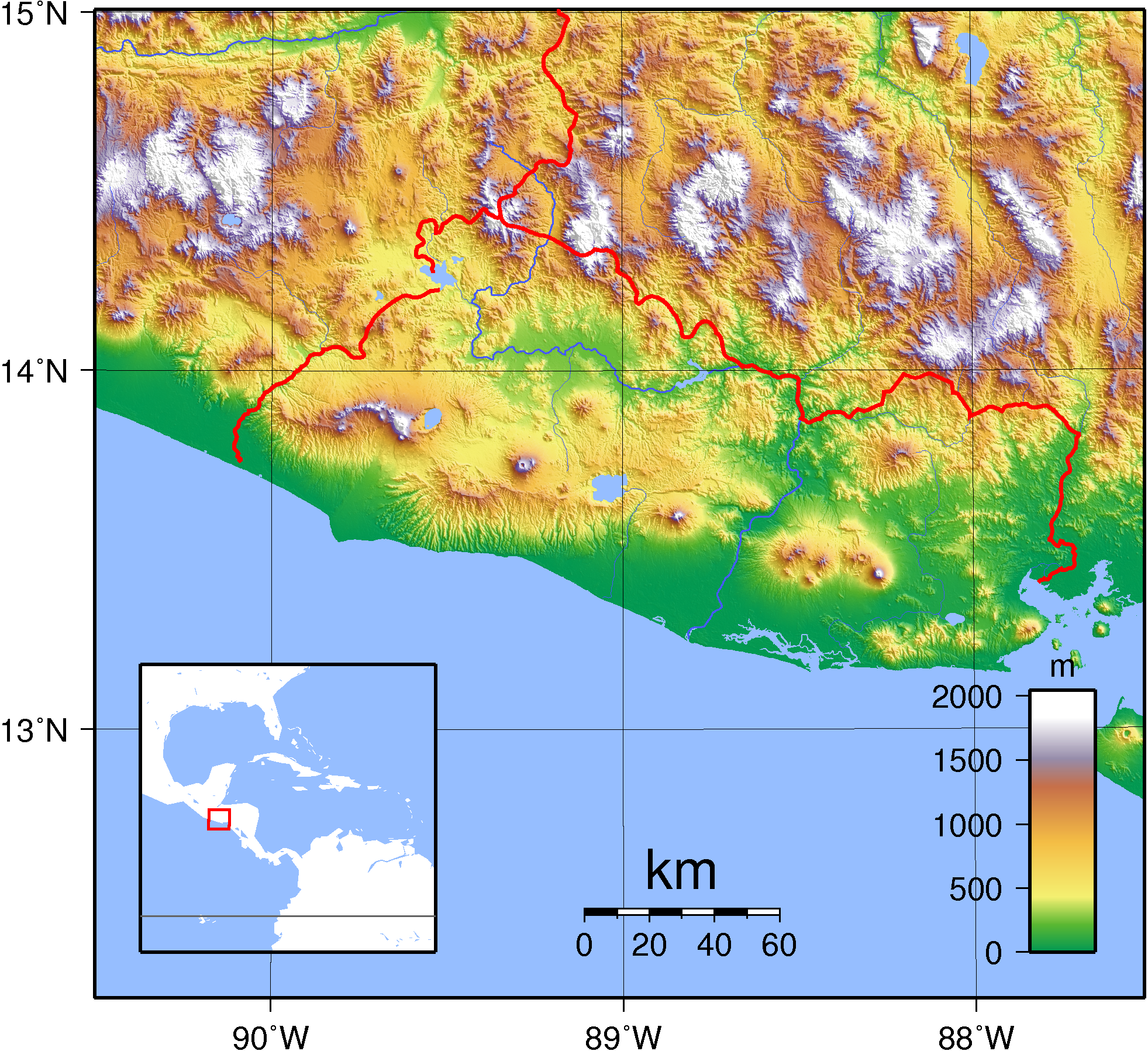
نقشه توپوگرافی السالوادور

السالوادور کوچک‌ترین جمهوری آمریکای مرکزی است که از شمال و مشرق به هندوراس، از جنوب به اقیانوس آرام، و از مغرب به گواتمالا محدود است.
این کشور کوهستانی است، رشته‌های کوهستانی در امتداد مرز با هندوراس و زنجیره‌های آتشفشانی و بلندتر در جنوب قرار دارد. آب و هوای آن در ساحل، استوایی مرطوب و بسیار گرم است، در حالی که مناطق درونی معتدل است.
السالوادور بیش از ۳۰۰ رودخانه دارد که مهم‌ترین آن رود لمپا است که از گواتمالا سرچشمه می‌گیرد و تنها رودخانه قابل کشتیرانی در السالوادور است. لمپا و شاخه‌های آن حدود نیمی از کشور را آبیاری می‌کند.
بلندترین کوه آتشفشان سانتا آنا به ارتفاع ۲۳۸۱ متر و بلندترین نقطهٔ کشور، کوه سرو ال پیتال به ارتفاع ۲۷۳۰ متر است.
شهرهای مهم آن سان سالوادور، سانتا آنا، سویاپانگو و سان میگوئل و بندرهای آن ژاکوآران و لالیبرتاد هستند.
السالوادور در تاریخ خود شاهد زمین‌لرزه‌های ویرانگر و فوران‌های آتشفشانی بوده‌است. سان سالوادور در سال ۱۷۵۶ و پس از آن در سال ۱۸۵۴ توسط زمین‌لرزه نابود شد و لرزه‌های ۱۹۱۹، ۱۹۸۲ و ۱۹۸۶ نیز آسیب زیادی به این شهر زد. این کشور بیش از بیست آتشفشان دارد که دوتای آن‌ها یعنی سان میگوئل و ایزالکو در سال‌های اخیر فعال بوده‌اند.
در السالوادور چندین دریاچه نیز وجود دارد که در دهانه آتشفشان‌ها تشکیل شده‌اند که مهم‌ترین آن‌ها دریاچه یوپانگو و دریاچه کوآتپاکه هستند. دریاچه گویخا بزرگ‌ترین دریاچه طبیعی السالوادور است. با سدسازی بر روی رود لمپا چندین دریاچه مصنوعی نیز پدید آمده که بزرگ‌ترین آن‌ها «امبالسه سرون گرانده» نام دارد.

### تقسیمات کشوری

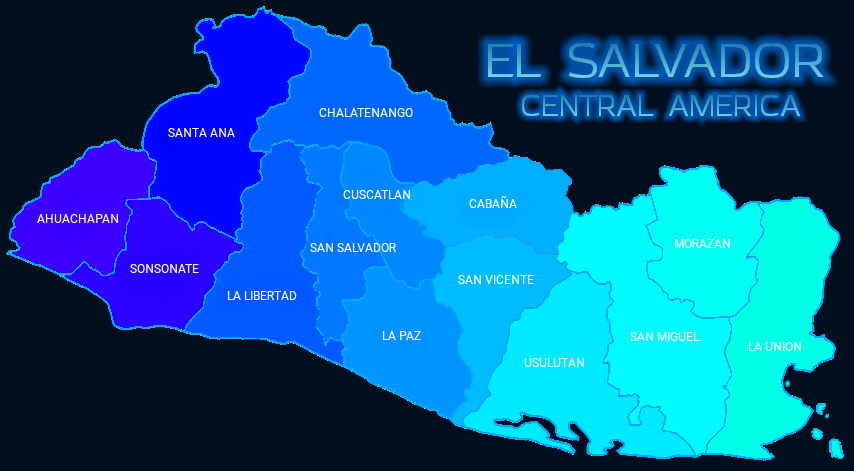
دپارتمان‌های السالوادور

السالوادور به ۱۴ استان (departamentos) تقسیم شده که هر استان نیز خود به بخش‌هایی (municipios) تقسیم گشته‌است.
| دپارتمان‌های السالوادور                                                                                            | دپارتمان‌های السالوادور | دپارتمان‌های السالوادور                                                            |
| --- | --- | --------------------------------------------------------------------------------- |
| تقسیمات کشوری السالوادور                                                                                          | |                                                                                   |
| السالوادور شرقی اوسولوتان (اوسولوتان) سان میگوئل (سان میگوئل) مورازان (سان فرانسیسکو گوترا) لا اونیون (لا اونیون) | السالوادور مرکزی لالیبرتاد (سانتا تکلا) چالاتنانگو (چالاتنانگو) کوسکاتلان (کوخوتپکه) سان‌سالوادور (سان‌سالوادور) لاپاز (زاکاته‌کولوکا) کابانیاس (سنسونته‌پکه) سان ویسنته (سان ویسنته) | السالوادور غربی آهوآچاپان (آهوآچاپان) سانتا آنا (سانتا آنا) سونسوناته (سونسوناته) |
| یادداشت: مرکز استان‌ها در پرانتز آمده‌اند.                                                                          | |                                                                                   |

## سیاست

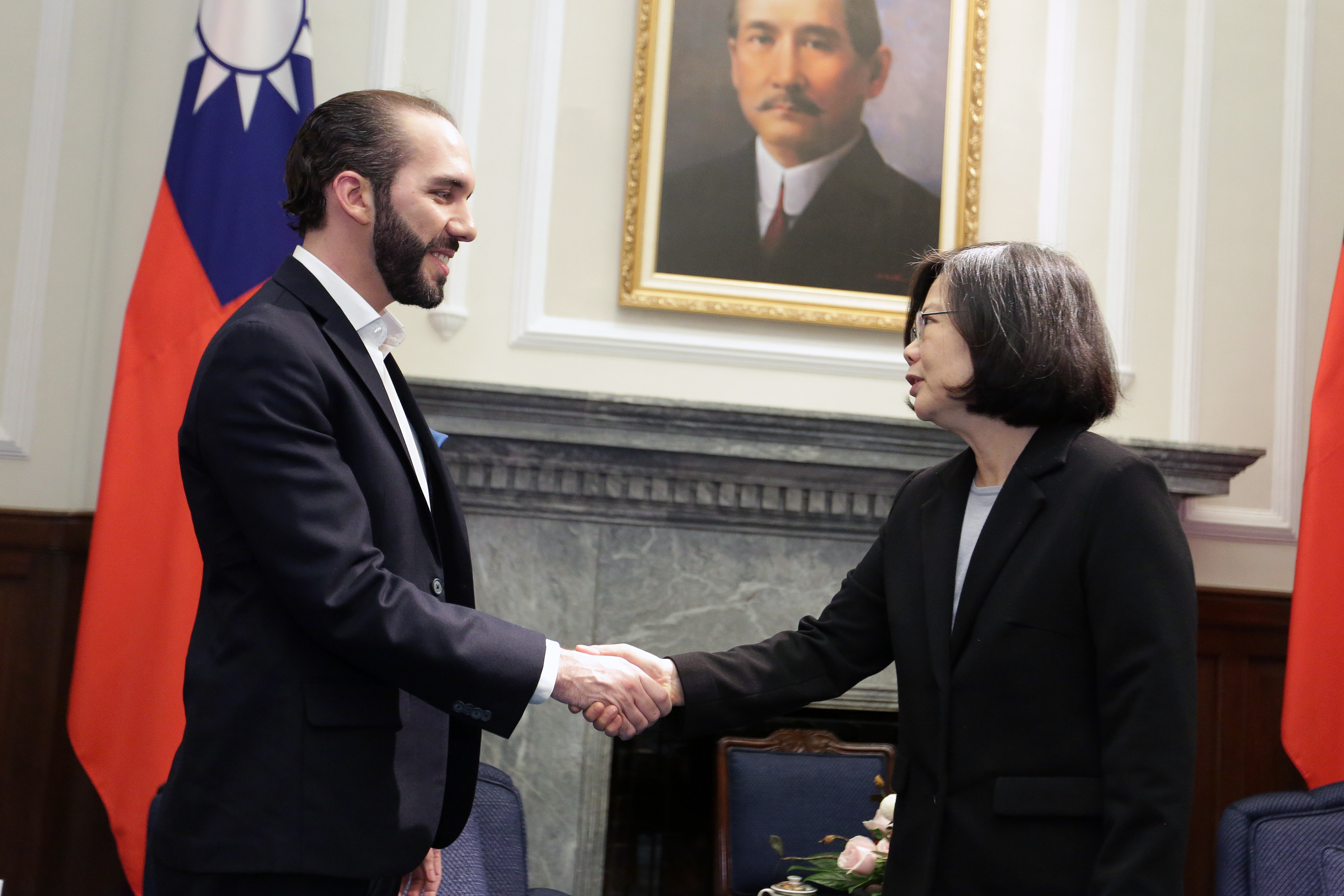
نجیب بقیله و تسای اینگ-ون روسای جمهور ال سالوادور و تایوان

وزن حضور ۱٫۶ میلیون مهاجر السالوادوری در ایالات متحده، که سیاست مهاجرتی خود را سخت‌تر می‌کند، بر روی سیاست خارجی حکومت سان سالوادور سنگینی بسیار دارد. این مهاجران پول بسیاری از ایالات متحده به بستگان خود در السالوادور می‌فرستند و دولت پیشین السالوادور می‌کوشید برای حفظ این منشأ درآمد که از ارکان اقتصاد ملی است باعث آزردگی دولت آمریکا نشود. تا سال ۲۰۱۲ سیاست خارجه السالوادور در تمام صحنه‌های بین‌المللی کاملاً هماهنگ با واشینگتن بود و تنها کشور آمریکای لاتین است که در عراق نیرو داشت.
مائوریسیو فونس رئیس‌جمهور السالوادور از «جبهه آزادی‌بخش ملی فارابوندو مارتی» که دارای سابقه روزنامه‌نگاری است در انتخابات ۱۵ مارس ۲۰۱۲ این کشور به پیروزی رسید و به ۲۰ سال حکومت راستگرایان پایان داد. فونس قبلاً سه بار در انتخابات ریاست جمهوری السالوادور شرکت کرده اما موفق به پیروزی نشده بود.
درپی سر کار آمدن موریسیو فونس در اوت ۲۰۱۲ سفارت کوبا در پایتخت السالوادور پس از ۴۸ سال قطع روابط دیپلماتیک بین دو کشور، ازنو گشایش یافت. روابط بین دو کشور کوبا و السالوادور از سال ۱۹۶۱ و تقریباً بلافاصله پس از پیروزی انقلاب در این جزیره به رهبری «فیدل کاسترو» قطع شد. السالوادور تنها کشور در آمریکای لاتین به‌شمار می‌آمد که پس از انقلاب کوبا با هاوانا روابط دیپلماتیک برقرار نکرده بود که این ارتباط سرانجام پس از ۴۸ سال برقرار شد.

## اقتصاد

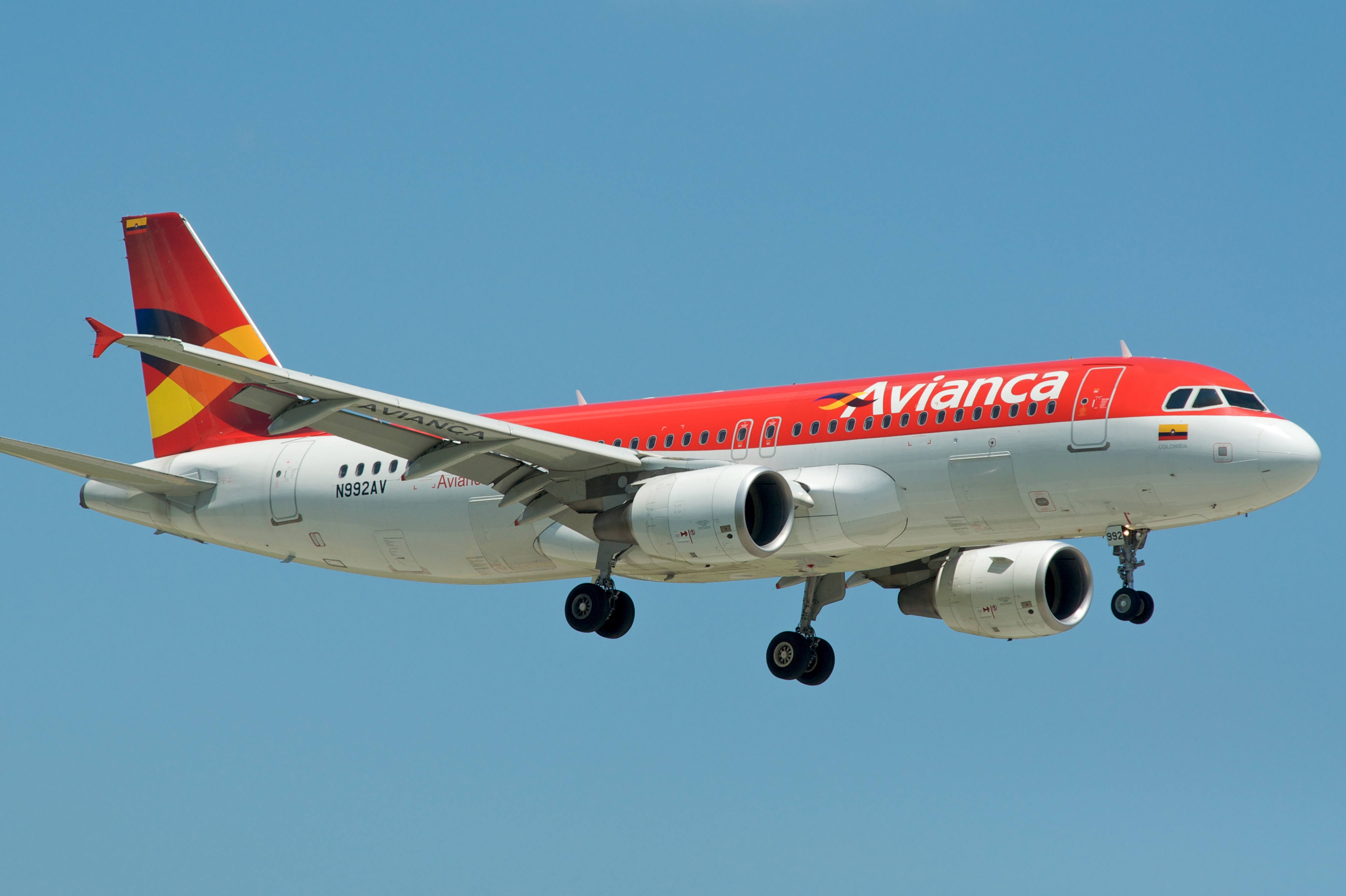
هواپیمای ایرباس ای۳۲۰ متعلق به اویانکا السالوادور

پولی که دو نیم میلیون مهاجر السالوادوری به ایالات متحده از آن کشور به بستگان خود در السالوادور می‌فرستند از پایه‌های اقتصاد السالوادور به‌شمار می‌آید.
السالوادور موفق نشد به برخی از اهداف بودجه تعیین شده برای سال ۲۰۱۱ دست پیدا کند که موجب شد صندوق بین‌المللی پول برنامه وام ۷۵۰ میلیون دلاری به این کشور را در آوریل ۲۰۱۲ متوقف کند.
صندوق بین‌المللی پول اعلام کرده‌است رشد اقتصادی یک و نیم درصدی السالوادور در سال ۲۰۱۱ کمتر از رقم مورد پیش‌بینی بود درحالی‌که هزینه عمومی و بدهی این کشور فراتر از حد انتظار افزایش یافت. در آوریل ۲۰۱۲ هکتور دادا، وزیر اقتصاد السالوادور، در پی اختلاف نظر با رئیس‌جمهور این کشور بر سر سیاست‌های اقتصادی، از مقام خود کناره‌گیری کرد. موریسیو فونس، رئیس‌جمهور السالوادور، معاون وزیر بازرگانی و صنعت را به عنوان جانشین دادا منصوب کرده‌است.
هم‌اینک گردشگری سریع‌ترین رشد را در میان بخش‌های گوناگون اقتصادی در السالوادور دارد.

## مردم
| گروه‌های نژادی در السالوادور | گروه‌های نژادی در السالوادور | گروه‌های نژادی در السالوادور | گروه‌های نژادی در السالوادور | گروه‌های نژادی در السالوادور |
| --------------------------- | --------------------------- | --------------------------- | --------------------------- | --------------------------- |
| گروه نژادی                  | گروه نژادی                  |                             | درصد                        | درصد                        |
| مستیزو                      | مستیزو                      |                             | ۸۶٪                         | ۸۶٪                         |
| سفیدپوست                    | سفیدپوست                    |                             | ۱۲٪                         | ۱۲٪                         |
| سرخ‌پوست                     | سرخ‌پوست                     |                             | ۱٪                          | ۱٪                          |

| ادیان مردم السالوادور | ادیان مردم السالوادور | ادیان مردم السالوادور | ادیان مردم السالوادور | ادیان مردم السالوادور |
| --------------------- | --------------------- | --------------------- | --------------------- | --------------------- |
| مذهب                  | مذهب                  |                       | درصد                  | درصد                  |
| کاتولیک رومی          | کاتولیک رومی          |                       | ۵۶٫۶٪                 | ۵۶٫۶٪                 |
| پروتستان–انجیلی       | پروتستان–انجیلی       |                       | ۲۷٫۹٪                 | ۲۷٫۹٪                 |
| بی‌دین                 | بی‌دین                 |                       | ۱۱٫۴٪                 | ۱۱٫۴٪                 |
| مورمون                | مورمون                |                       | ۱٫۴٪                  | ۱٫۴٪                  |
| غیره                  | غیره                  |                       | ۱٫۴٪                  | ۱٫۴٪                  |
| شاهدان یهوه           | شاهدان یهوه           |                       | ۱٫۰٪                  | ۱٫۰٪                  |

جمعیت این کشور ۶٬۱۰۰٬۰۰۰ نفر است که اکثریت آنان از تبار مستیزو (دورگه سرخ‌پوست و اسپانیایی) هستند. بیشتر مردم السالوادور مسیحی هستند که بیش از نیمی از آن‌ها از پیروان شاخه کاتولیک رومی از مسیحیت هستند.
ژنرال هرناندز مارتینز در سال ۱۹۳۰ قانونی را تصویب کرد که بر پایه آن ورود سیاه‌پوستان، زردپوستان وکولی‌ها به السالوادور ممنوع اعلام شد. این قانون تا دهه ۱۹۸۰ پابرجا بود.
بر اساس برآوردها، بین ۲۵ تا ۳۴ درصد، معادل یک میلیون و هفتصد هزار تا دو و نیم میلیون نفر از اهالی السالوادور در خارج زندگی می‌کنند که ۱٫۶ میلیون از آن (در سال ۲۰۰۹) ساکن ایالات متحده بودند. جمعیت السالوادوری‌های خارج از کشور که بسیار سازمان یافته‌است از حمایت «معاونت وزارت سالوادوری‌های مقیم خارج» که حافظ منافع آن‌ها است، برخوردار است. در روزنامه‌های داخلی بخش‌ها و صفحات کاملی به آن‌ها اختصاص دارد.
مسیحیان فلسطینی از مهاجران کم‌جمعیت اما مهم در صحنه سیاسی و اقتصادی السالوادور هستند. این گروه شرکت‌های تجاری، صنعتی و ساختمانی مهمی را ایجاد کرده‌اند و در انتخابات ریاست‌جمهوری سال ۲۰۰۴ هم آنتونیو ساکا، رئیس‌جمهور وقت، و هم رقیب انتخاباتی او شفیق حنضل، هردو از فلسطینی‌تباران مسیحی بودند.
میزان امید به زندگی برای مردان ۷۱٫۶ و برای زنان ۷۸٫۷ سال است.

## فرهنگ
فرهنگ مستیزو در السالوادور چیرگی دارد. مردم مستیزو در نتیجه آمیختگی و ازدواج مردم بومی سرخ‌پوست کوزکاتلان با مهاجران اروپایی که به این منطقه وارد شدند پدید آمدند. فرهنگ مستیزو از هر دو فرهنگ، یعنی هم از فرهنگ بومی سرخ‌پوستی و هم از فرهنگ اسپانیایی، تأثیر زیاد گرفته‌است. کلیسای کاتولیک نقش مهمی در فرهنگ السالوادور ایفا می‌کند و اسقف اسکار رومرو به خاطر نقش بنیادینش در مقاومت علیه نقض حقوق بشر که در دوران جنگ داخلی رخ می‌داد به عنوان قهرمان ملی شناخته می‌شود.
نقاشی، کاشی‌کاری و بافندگی از هنرهای دستی اصلی در السالوادور به‌شمار می‌آیند. مهم‌ترین نویسندگان کشور عبارتند از فرانسیسکو گاویدیا (۱۹۵۵–۱۸۶۳)، سالارروئه، کلاودیا لارس، آلفردو اسپینو، پدرو جفروی ریواس، مانلیو آرگوئتا، و خوزه روبرتو سئا. روکه دالتون از شاعران نامدار این کشور است. از شخصیت‌های هنری سده بیستم السالوادور می‌توان به بالتاسار پولیو، فیلم‌ساز، پاتریشیا چیکا، کارگردان، فرناندو یورت، هنرمند، و تانیو سالازار، کاریکاتوریست، اشاره کرد.

## بزهکاری
پیدایش و گسترش گروه‌های جوانان بزهکار (ماراس‌ها) در السالوادور از مشکلات این کشور است.
در ایالات متحده در شرایط اجتماعی بسیار سخت بسیاری از جوانان خانواده‌های مهاجر السالوادوری به گروه‌های خیابانی که در گتوها رشد کرده، می‌پیوندند. پس از دستگیری، محکومیت و زندان، آن‌ها به کشور خود بازگردانده شده و به این ترتیب جذب گروه‌های محلی گردیده، مهارت و تجربه خود را در زمینه سلاح و خشونت در اختیارشان می‌نهند. به این ترتیب شبکه‌هایی در السالوادور، هندوراس و گواتمالا به عنوان کارگزاران ساختار گروه‌های بزهکار ایجاد می‌گردند.
دولت این کشور از سال ۲۰۰۹ که سرکوب تبهکاران را آغاز کرده چهار هزار نیروی ارتش را برای تقویت پلیس به خیابان‌ها اعزام کرده‌است. السالوادور در سال ۲۰۱۱ بیشترین آمار قتل‌ها را پس از جنگ داخلی با چهار هزار و ۳۰۸ نفر داشت.